# 크리올로포사우루스
크리올로포사우루스(라틴어: Cryolophosaurus)는 쥐라기 전기에 서식한 수각류 육식 공룡이다. 이름은 찬 볏 도마뱀이라는 뜻으로 몸길이 6-7m였다. 볏은 두개골의 코뼈 위에 달려있다.